# حشاد

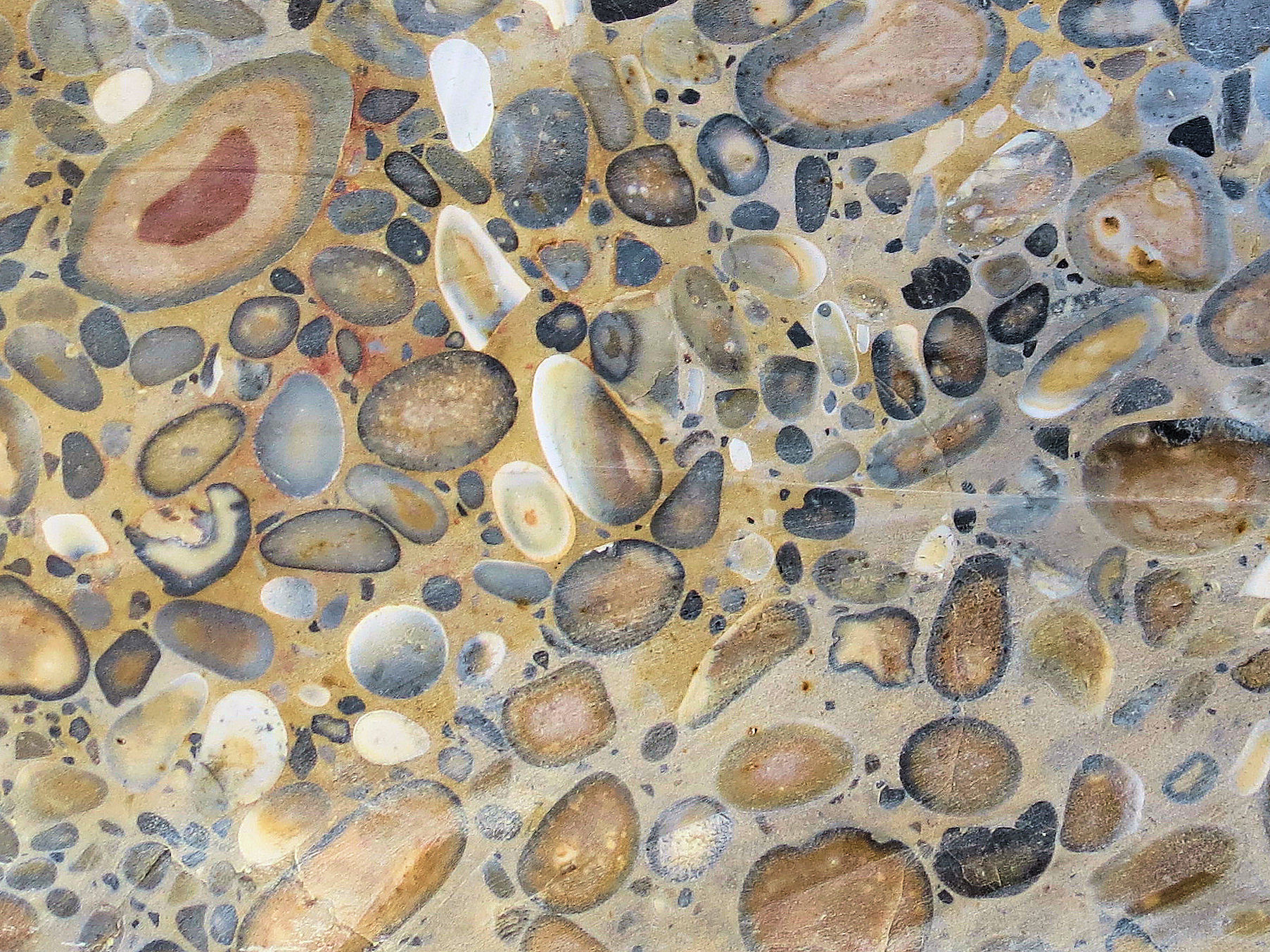
قسم مصقول من حشاد Hertfordshire

حَشَاد ويعرف بالإنجليزية بحجر البرقوق، هو اسم شائع يطلق على رصيص يتكون من حصى مستديرة استدارة واضحة ذال ألوان متباينة من لون الحبيبات الدقيقة المصفوفة المحيطة بها، والتي تكون في غالب الأمر رملية. تعطي الحصى المستديرة وتباين لونها الحاد مع محيطها في هذا النوع من الرصيص مظهر الزبيب أو بودينق عيد الميلاد. هناك أنواع مختلفة من الحشاد، تختلف في التكوين والأصل والتوزيع الجغرافي.

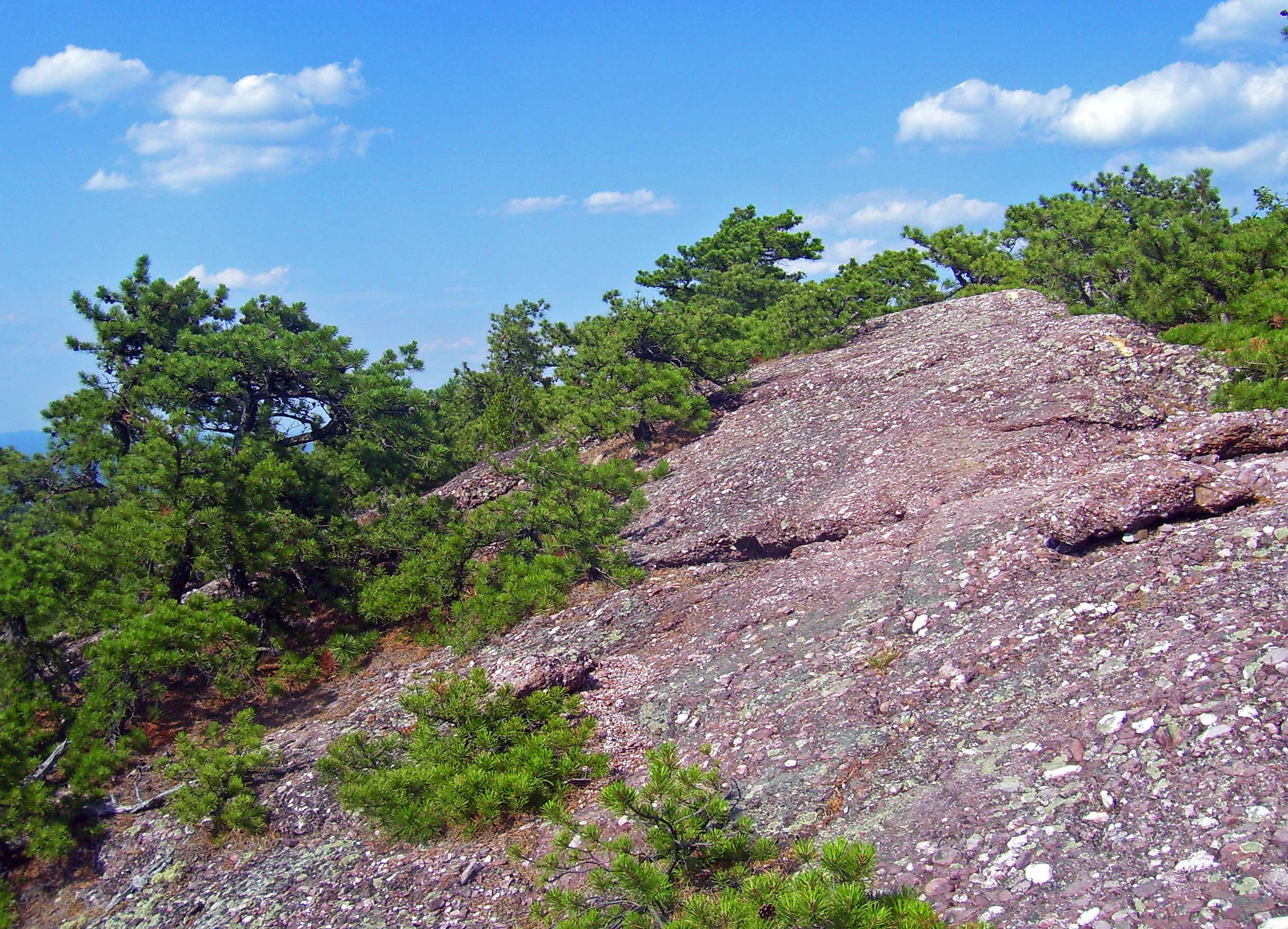
حشاد Schunemunk

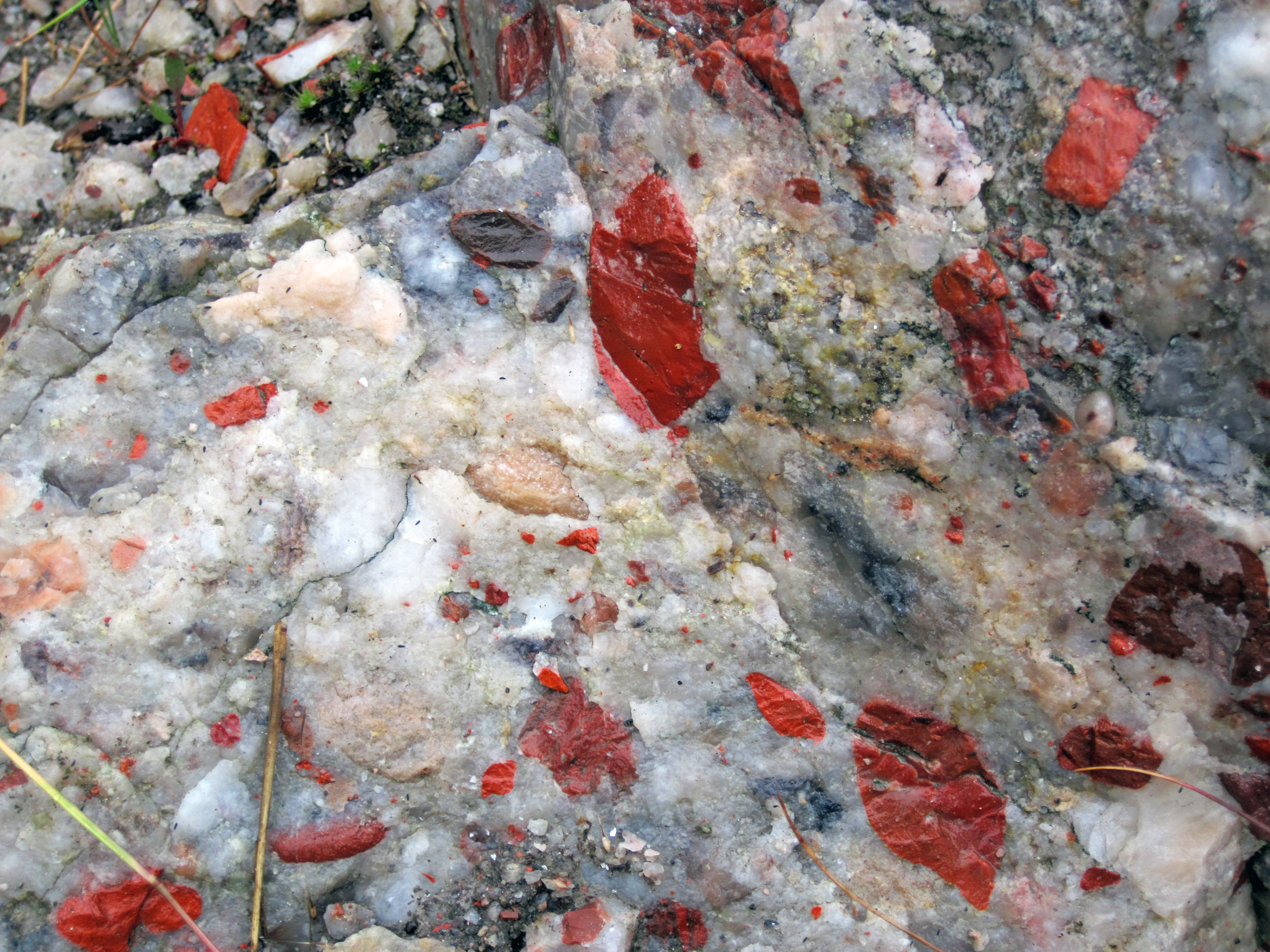
حشاد Jasper، كندا